# The Falling Man
The Falling Man —en español: El hombre que cae— es una fotografía tomada por el fotógrafo de The Associated Press Richard Drew de un hombre que cae del World Trade Center durante los ataques del 11 de septiembre de 2001 en la ciudad de Nueva York. El hombre de la imagen quedó atrapado en los pisos superiores de la Torre Norte y saltó en busca de seguridad o bien para escapar del fuego y el humo. La fotografía fue tomada exactamente a las 9:41:15 a. m. del día de los ataques.
La fotografía fue ampliamente criticada después de su publicación en los medios internacionales el 12 de septiembre de 2001, y los lectores etiquetaron la imagen como «inquietante, de sangre fría, macabra y sádica». Desde su creación, la foto ha ganado aclamación por ser una «obra de arte conmovedora» y una «obra maestra en el fotoperiodismo».

## Contexto
Se estima que 200 personas se lanzaron al vacío ese día (muchas de ellas desde la Torre Norte) y no hubo tiempo para recuperar o identificar los restos de aquellos que se vieron forzados a saltar antes de la caída de las torres. Oficialmente, todas las muertes de los ataques fueron clasificadas como homicidios, excepto por las de los secuestradores de los aviones que impactaron contra las torres, consideradas como suicidas, y la jefatura de medicina forense de Nueva York ha afirmado que no clasifica a la gente que saltó al vacío el 11 de septiembre como suicida, asegurando que "un suicida es alguien que va a la oficina por la mañana sabiendo que se quitará la vida... Estas personas se vieron obligadas [a saltar] por las llamas."

## Legado
El 16 de marzo de 2006, la cadena de televisión Channel 4 del Reino Unido emitió el documental 9/11: The Falling Man sobre la fotografía y su historia. Se lanzó la hipótesis de que el hombre de la fotografía fuera Jonathan Briley, hermano de Alex Briley (actor y cantante del grupo de música disco  Village People) y técnico de sonido de Windows on the World, un restaurante en los pisos superiores de la Torre Norte.
Richard Drew, el fotógrafo, respondió a varias opiniones diciendo «Esta fotografía muestra cómo afectaron los atentados a las vidas de la gente en esos momentos, y creo que eso explica por qué es una imagen importante. No fotografié la muerte de esa persona. Fotografié una parte de su vida. Eso es lo que decidió hacer, y creo que conseguí inmortalizarlo.» 

## Identidad
En un primer momento, el reportero Peter Cheney de Globe and Mail identificó a la persona fotografiada como Norberto Hernández, aunque después la familia de Hernández aseguró que no se trataba de él.